# Igor Son
Igor Son (26 de novembro de 1998) é um halterofilista cazaque, medalhista olímpico.

## Carreira
Son conquistou a medalha de bronze nos Jogos Olímpicos de Verão de 2020 em Tóquio, após levantar 61 kg na categoria masculina para pessoas com até 294 kg. Ele ganhou a medalha de prata no evento masculino de 55 kg no Campeonato Mundial de Halterofilismo 2019, realizado em Pattaya, Tailândia.